# غرم (كورنوال)
غرم (بالإنجليزية: Germoe)‏ هي قرية وأبرشية مدنية تقع في المملكة المتحدة في إنجلترا. يقدر عدد سكانها بـ 549 نسمة .

## معرض صور

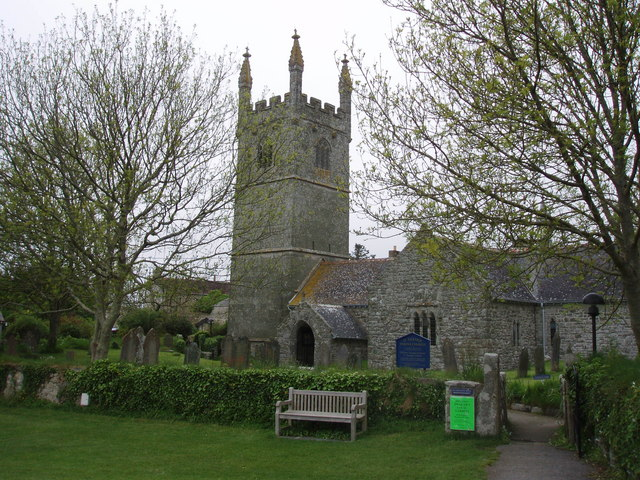
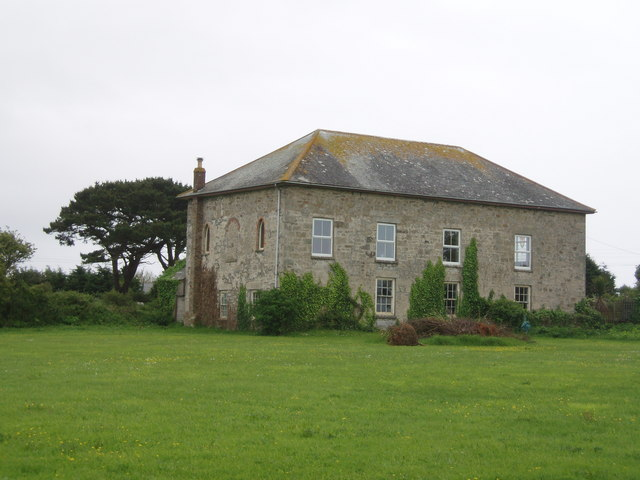
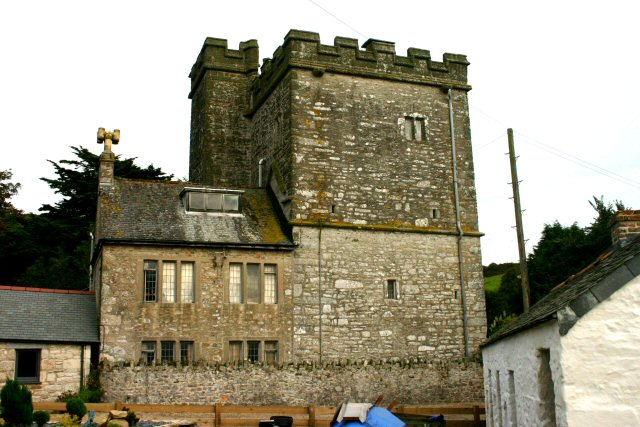